# 楊耀忠
楊耀忠，BBS，JP（1951年11月7日—），是第九、十、十一、十二屆中國全國人大代表，前香港立法會議員，民主建港協進聯盟成員，香港教育工作者聯會會長。卸任天水圍香島中學校長後，他擔任天水圍香島中學校監。

## 背景
楊耀忠在1964年畢業於九龍城區街坊福利會小學上午校，後入讀青年會書院。他其後考入香港中文大學，並於1975年完成政治與行政學系學士學位。畢業未幾到香島中學任教，是立法會議員鄧飛的老師。任職老師期間，楊耀忠於1981年在香港中文大學教育學院修畢文憑課程，主攻經濟及公共關係。
作為香港親北京教育社團的領袖，楊耀忠多次代表教聯與教協歷任會長司徒華及張文光競逐前立法局的教育界代表議席，但都落敗。香港主權移交前，獲委任為臨時立法會議員。1996年9月:楊耀忠出任香島中學校長一職。回歸後，屬於泛民陣營的張文光議員「落車」，他在教育界的代表由楊耀忠接任。其後，在第一、第二屆立法會選舉中，楊耀忠循選舉委員會進入立法會。2001年楊耀忠出任天水圍香島中學創校校長校長。2003年區議會選舉，他在美孚選區慘敗在民主黨候選人、前香港商業電台高級監製王德全手上，使他失去進軍直選的橋頭堡，2004年，他不再尋求連任。及後在2007年皇后碼頭清拆事件中，楊耀忠等人為求使政府拆卸天星碼頭而把它評定為三級文物，他更明言，指皇后碼頭的價值不大，結果委員會決議把皇后碼頭被評為一級文物。
2011年，楊耀忠接任將軍澳香島中學校監一職。由1996年他在香島多間分校當過教學及行政工作。至2015年，楊在香島中學擔任了十九年校長。2015年卸任天水圍香島中學校長一職後，他轉任該校校監。

## 榮譽
- 銅紫荊星章（2001年）
- 非官守太平紳士（2004年）